# La Chapelle-en-Serval
La Chapelle-en-Serval és un municipi francès, situat al departament de l'Oise i a la regió dels Alts de França. L'any 1999 tenia 2.462 habitants.

## Situació
La Chapelle-en-Serval és travessada per la frequentada carretera RN 17. També es troba a la frontera entre l'Oise i el departament de la Val d'Oise.

## Administració
La Chapelle-en-Serval es troba al cantó de Senlis, que al seu torn forma part del districte de Senlis. L'alcalde de la ciutat és Jean-Pierre Tellier (2001-2008).